# Райт, Дэнни
Дэнни Райт (англ. Danny Wright; род. 22 февраля 1946, Cresskill, Нью-Джерси) — американский джазовый музыкант, пианист и композитор.

## Биография
Пианист с академическим образованием Дэнни Райт пришёл к new age из классической музыки. Начал обучаться игре на фортепиано в 4 года. В течение 10 лет обучался у Dr. Harris Cavender. В процессе обучения Райт проявлял способности к импровизации. Свою собственную музыку Райт начал писать в 1985 году. Дебютный альбом Райта "Black and White" вышел в 1986 году. С тех пор продажи его альбомов оцениваются более чем в 5 миллионов копий.

## Дискография
- 1986 — Black and White
- 1987 — Time Windows
- 1988 — Phantasys
- 1992 — Autumn Dreams
- 1997 — Hot Summer Nights
- 2001 — Soul Mates
- 2003 — Healer of Hearts
- 2008 — Real Romance
- 2008 — Walking in Faith
- 2008 — Danny Wright Christmas
- 2009 — Three Kinds of Magic
- 2013 — Full Of Love